# Arbre de Noël (puits de pétrole)
Pour les articles homonymes, voir Arbre de Noël.

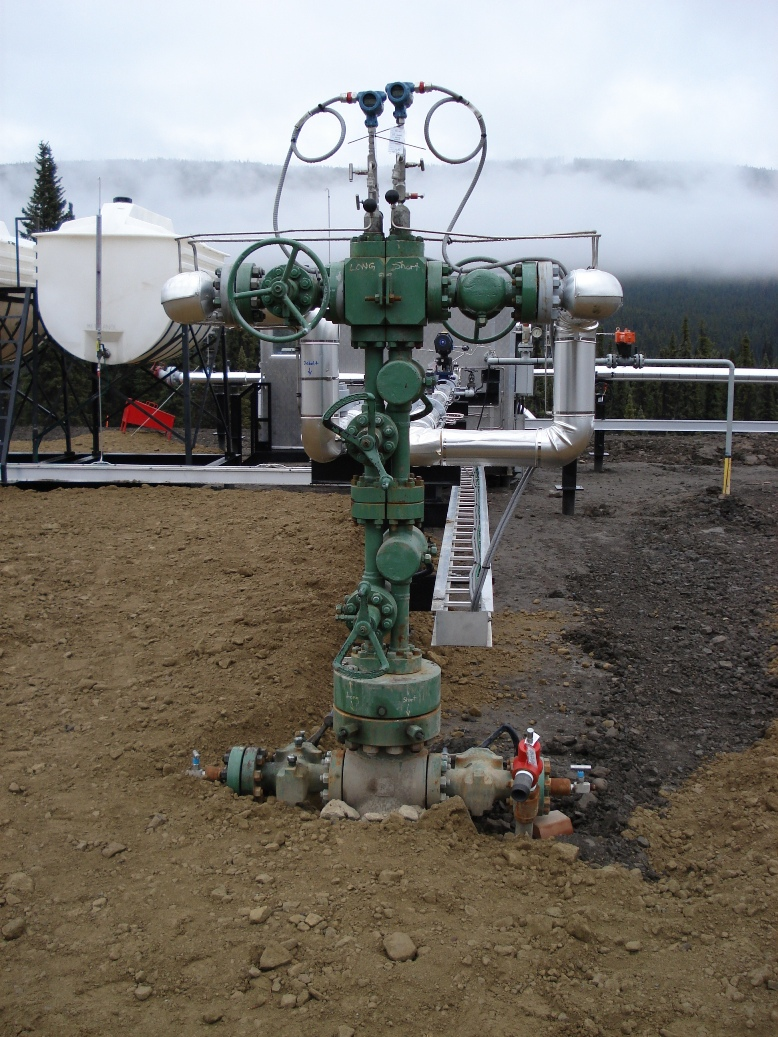
Arbre de Noël d'un puits de pétrole

Dans l'extraction du pétrole et du gaz naturel, un arbre de Noël, ou « arbre » (et non « tête de forage » comme cela est parfois incorrectement dénommé) désigne un ensemble de vannes, robinets, bobines et pièces d'ajustages appliqué sur un puits de pétrole, un puits de gaz, un puits d'injection d'eau, un dispositif de forage d'eau, un système d'injection de gaz, un puits de condensation ou tout autre type de puits. Il est ainsi nommé en raison de sa ressemblance avec un arbre de Noël décoratif.

## Présentation
Les arbres de Noël sont utilisés tant en surface qu'en forage sous-marin. Il est habituel d'identifier le type d’arbre comme « arbre sous-marin » ou « arbre de surface », chacune de ces classifications présentant un grand nombre de variantes. Un exemple d'arbre sous-marin comprend : des arbres conventionnels, double calibres, mono calibre, TFL (à travers une ligne de flux), horizontal, ligne de boue, valve latérale, et TBT (à travers un arbre calibré). L'arbre sous-marin le plus profond qui ait été installé est situé dans le Golfe du Mexique à approximativement 9 000 pieds (2 700 m). Les techniques courantes sont limitées à environ 3 000 mètres et fonctionnent à des températures allant de -50 °F à 350 °F sous une pression de 15 000 psi.
La fonction initiale d'un arbre de Noël est de contrôler un flux, habituellement de pétrole ou de gaz naturel, lors de sa sortie du puits (un arbre de Noël peut aussi être utilisé pour contrôler l'injection de gaz ou d'eau dans un puits qui n'est pas en production pour augmenter le taux de production des  hydrocarbures dans d'autres puits voisins où des installations prêtes à produire). Quand les puits ou les installations sont en état de produire ou de recevoir du pétrole ou du gaz, les vannes de l'arbre de Noël sont ouvertes et le passage des fluides est autorisé pour s'écouler à travers la ligne de flux. Celui-ci est conduit vers une installation de traitement, de stockage, un dépôt ou un autre pipeline conduisant éventuellement à une raffinerie ou un centre de  distribution (pour le  gaz). Une ligne de flux pour un puits sous-marin conduit habituellement à une plateforme de production fixe ou flottante, un bateau de stockage ou une barge, connu sous le nom de Floating Storage Offloading vessel (FSO), ou une unité de production flottante (Floating Processing Unit, FPU), ou Floating Production, Storage and Offloading vessel (FPSO).
Un arbre de Noël possède souvent d'autres fonctions supplémentaires, notamment des points pour l'injection de produits chimiques, des puits d'intervention, des moyens de mesure de la pression, des systèmes de monitoring (pression, température, corrosion, érosion, détecteur de sable, débit du flux, composition du fluide, valves et position de duse), ainsi que des points de connexion pour des instruments tels qu'un trou d'abaissement de pression et transducteur de température (Down Hole Pressure and Temperature transducers, DHPT). Sur un puits en production, des produits chimiques, des  alcools ou  de l'huile distillées peuvent être injectés pour prévenir des problèmes lors de la production (tel que des blocages).
Les fonctionnalités peuvent être étendues au-delà en utilisant un système de contrôle de l'arbre de Noël sous marin pour monitorer, mesurer, et réagir avec des palpeurs situés sur l'arbre ou même parfois profondément au fond du puits calibré. Le système de contrôle attaché à l'arbre vérifie la sécurité de la valve de téléchargement (SCSSV, DHSV, SSSV), alors que l'arbre fonctionne comme une continuité et transmet les moyens de contrôle jusqu'à la valve de sécurité de bout de ligne.
La complexité des arbres de Noël a augmenté au cours des dernières décennies, comprenant de multiples vannes plutôt que d'être composés de multiples composants individuels à ailettes. Ceci est particulièrement vrai pour les applications sous-marines, pour lesquelles la ressemblance avec un arbre de Noël n'existe plus compte tenu de la trame et les systèmes d'appui dans laquelle la vanne de fermeture principale est intégrée.
Il faut noter que l'arbre et la tête du puits sont deux pièces séparées qui ne doivent pas être confondues. L'arbre de Noël est installé sur la partie supérieure de la tête de puits. La tête de puits est utilisée sans l'arbre de Noël pendant toute la période de forage, et aussi pour les situations de remontées des trains de tiges sur lesquelles ensuite sera installé l'arbre comme sommet de remontée. Les puits qui produisent avec une pompe à tige (pump jacks, nodding donkeys et autres) le plus souvent n'utilisent pas d'arbre de Noël car ils ne présentent pas de section sous pression .

## Vannes
Les arbres sous-marins ou de surface présentent une grande variété de configurations de vannes, avec des combinaisons de vannes manuelles ou mises en action par un système de valves (hydrauliques ou  pneumatiques). Des  exemples sont identifiés dans les API Specifications 6A et 17D.
L'aspect de base d'un arbre est constitué de deux ou trois vannes manuelles (habituellement des vannes d'ouverture du fait de leurs caractéristiques de flux, avec restriction minimum au flux quand elles sont complètement ouvertes).
Une forme typique plus  sophistiquée est composée d'au moins 4 ou 5 vannes, arrangées habituellement en forme de crucifix (d'où le terme persistant d'« arbre de Noël »). Les deux vannes inférieures sont appelées les « valves maitresses » (respectivement inférieure et supérieure). Ces deux vannes principales sont  normalement en position complètement ouverte et ne sont normalement jamais manœuvrées, ouvertes ou fermées, quand le puits fonctionne (sauf en cas d'urgence) afin d'éviter l'érosion des surfaces étanches des vannes. La vanne maitresse inférieure doit toujours être manipulée manuellement, alors que la vanne supérieure est souvent actionnée de façon hydraulique, de façon à pouvoir être utilisée comme moyen de fermeture de secours à distance en cas d'urgence. Une  vanne à ailette est habituellement utilisée pour interrompre le flux dans le puits quand il est en écoulement, afin de préserver la vanne maitresse d'éventuelles occlusions. Les vannes à ailettes à commande hydraulique sont utilisées pour les fermetures complètes de sécurité, ce qui veut dire qu'il faut une pression positive pour qu'elles restent en position ouverte. Ce caractère implique que si la pression du liquide de contrôle chute, le puits va automatiquement se fermer de lui-même, sans nécessiter une intervention extérieure.
La vanne à main droite est souvent appelée la « vanne de flux » ou « vanne de production » car il s'agit du chemin que le flux des hydrocarbures prend pour s'orienter vers les installations de traitement (ou le chemin que prend l'eau ou le gaz prendront dans la situation de production vers le puits en cas de puits d'injection). 
La vanne à main gauche est souvent appelée la « vanne de mise à mort ». Elle est utilisée initialement pour l'injection de fluides tels que des inhibiteurs de corrosion ou du méthanol pour prévenir la formation d'hydrate. En mer du Nord, elle est appelée le côté inactif du bras (Non-Active Side Arm ou NASA). Elle est typiquement actionnée manuellement.
La vanne située au sommet est appelée la « vanne tampon » et siège sur le chemin utilisé pour les interventions sur le puits (telles que la pose de câbles ou de tubes spiralés). Pour une telle opération, un lubrifiant est injecté sur la partie supérieure de l'arbre et le câble ou le tube est descendu à travers le lubrifiant, passe la valve tampon et descend dans le puits. Cette vanne est habituellement manœuvrée manuellement  
Certains arbres ont une deuxième vanne tampon, l'une au-dessus de l'autre. Le but est de permettre de glisser des instruments à partir du sommet de l'arbre, pendant que le puits est en production avec écoulement des hydrocarbures tout en conservant la règle des deux barrières de sécurité. Avec une seule vanne tampon, la vanne maitresse supérieure est habituellement fermée pour agir sur la seconde barrière, imposant au puits d'être fermé pour une journée durant les interventions de maintenance avec descente d'un instrument. Toutefois, dans le but de respecter les délais de production, un jour est habituellement trop court pour compenser les dépenses supplémentaires qu'implique de mettre en place un arbre de Noël avec une seconde vanne tampon.
Les arbres sous-marins sont disponibles en version verticale ou horizontale, avec d'autres spécificités disponibles, tels qu'un dispositif à double calibre, simple calibre, concentrique, mèches creuses, ligne de boue, système sans guide ou avec guide. Les arbres sous-marins peuvent varier de taille et de poids (de quelques tonnes à plus de 70 tonnes) pour les hautes pressions, pour les applications sans ligne directrice en eau profonde (>3000 pieds). Ils comportent de nombreuses vannes et accessoires supplémentaires par rapport à ceux utilisés en surface. En général, les arbres sous-marins ont une buse (qui permet de réguler le flot), une interface de connexion avec la surface de la ligne de flux (moyeu, collerette ou d'autres systèmes de connexion), une interface de contrôle sous l'eau (directement hydraulique, électro-hydraulique ou électrique) et des palpeurs pour recueillir des données telles que la pression, la température, un flux de sable, des détecteurs d'érosion, des flux à phase multiples, ou à simple flux tel que l'eau ou le gaz. 

## Référence
- (en) Cet article est partiellement ou en totalité issu de l’article de Wikipédia en anglais intitulé « Christmas tree (oil well) » (voir la liste des auteurs).

- API Specifications 6A and 17D.